# Bjørnafjorden (kommune)
 Fjorden Bjørnafjorden
Bjørnafjorden er en kommune i Midthordaland i Vestland fylke i Norge som blev etableret 1. januar 2020 ved sammenlægning af kommunerne Os og Fusa.
Navnet viser til at kommunen ligger ved Bjørnafjorden. Højeste punkt i kommunen er Tveitakvitingen  der er 1.299 moh.